# キャッスルヴァニア ロード オブ シャドウ
『キャッスルヴァニア ロード オブ シャドウ』（英題: Castlevania: Lords of Shadow）は、コナミデジタルエンタテインメントから2010年10月5日（日本では12月16日）に発売されたPlayStation 3とXbox 360とPC（Steam 日本語は非対応）用ソフトのアクションゲーム。

## 概要
ゴシックホラーアクションゲーム・悪魔城ドラキュラ（Castlevania）シリーズの1作。従来の悪魔城ドラキュラシリーズは日本のコナミで開発されていたが、本作はヨーロッパのコナミが中心となりスペインのゲーム開発スタジオMercurySteamで開発された。監修をメタルギアシリーズの小島プロダクションが行うのもシリーズ初となる。サブタイトルの「Lords of Shadow」は「闇の王」の意味。プレイヤーは「ガブリエル・ベルモンド」（後のドラキュラ）となり、ムチを使い魔物たちを倒して行く3Dアクション。ムチは攻撃の手段だけでなく、天井や壁面にひっかけて移動に利用することもできる。
2009年5月に行われたE3にて初公開された。当初はタイトルが伏せられており「MASK」と呼ばれていた。同年6月4日に正式タイトル「Castlevania Lords of Shadow」として発表された。日本ではPS2版『キャッスルヴァニア』以来、この冠名が7年ぶりに使用された。物語のタイムラインもこれより前で、悪魔城ドラキュラシリーズ最古の時代となり、シリーズの原点を描いている。キャッチコピーは「「悪魔城ドラキュラ」新生」であり、本作は過去の作品年表等とは関連なく、「鞭を持った男が敵を倒す」という原点に戻り、シリーズの設定を一から作り直し、再構築・リブートされている。テレビCMも流された。
通常版のほかに、初回限定版も発売された。限定版にはソフトの他にアートブックやサウンドトラックCDが同梱されている他、PS3版は『悪魔城ドラキュラX 月下の夜想曲』のゲームアーカイブス、Xbox 360版は『悪魔城ドラキュラ ハーモニー オブ ディスペアー』を無料でダウンロードできるプロダクトコードが同梱された。また、PlayStation 3本体（160GB）とメタルギアソリッド4のソフトを同梱したバリューパックも発売された。
日本での発売前に欧米で累計出荷本数100万本を突破しており、その後も順調に売上を伸ばした（後述）。
2011年に、海外では本作エンディング後のガブリエルの後日談、エピローグの真相が分かるダウンロードコンテンツ（DLC）の「Reverie」「Resurrection」が配信された。2013年には、これら2つのDLCと続編の『宿命の魔鏡 HD』、『ロードオブシャドウ2』体験版が同梱されたコレクションアイテムが海外でのみ発売された。
本作は、ゲーム雑誌「ファミ通」のクロスレビューにて、9・9・8・9の35点でプラチナ殿堂入りした。
また、スペインで開催された「Gamelab2011」でサウンド、アニメーション、技術、アートディレクション、音楽、プレスのベストゲーム、Gamelab2011のベストゲームの7部門を受賞し、本作で作曲を担当したOscar Araujoが第7回国際映画音楽批評家協会賞にてオリジナル作曲賞ビデオ・ゲーム/インタラクティヴ・メディア部門を受賞した。
本作は、発売された2010年にその年発売のコナミのゲームで北米で1番、ヨーロッパでは2番（1番はウイニングイレブン）目に売れるなど世界的にヒットし、悪魔城ドラキュラシリーズで最も成功を収めた作品となった。
本作と同じ開発チームによる続編として、「キャッスルヴァニア ロード オブ シャドウ 宿命の魔鏡」「悪魔城ドラキュラ ロード オブ シャドウ2」が作られた。

## キャラクター
ガブリエル・ベルモンド - 藤原啓治 / ロバート・カーライル（英）
本作の主人公。燈光教団の戦士。教団の戦士たちは、各地の魔物を調査、退治しているが彼もまたその一人である。出自は不明で、幼少期の記憶もない。そのため、「ガブリエル」という名は教団が大天使ガブリエルからとった名前であり、「ベルモンド」も彼が愛する山地と高地からとったものである。幼いころに拾われ、その後訓練を受けた彼は秘めたる戦闘能力を発揮し、瞬く間に教団一の戦士となった。孤独な彼の唯一の拠所は幼馴染のマリーであり、ふたりはやがて結婚し、幸せな生活を歩もうとしていた。その矢先マリーは何者かに殺されてしまう。
ゾベック - 麦人 / パトリック・スチュワート（英）
燈光教団の戦士のふりをしているが、物語の真の黒幕である（後述）。年老いた外見とは裏腹に卓越した戦闘技能を発揮する。バトルクロスを用いるガブリエルとは違い、ロングソードを武器に戦う。密かにガブリエルを追跡しており、襲われていた彼を救って以来協力しているふりをする。その後、二手に分かれてロード・オブ・シャドウの手掛かりを探索することに。作中の語りはその過程で書かれたゾベックの自叙伝である。しかしその正体は教団の設立者である三人の内の一人、ロード・オブ・シャドウの一人である死神 「ネクロマンサー・ロード」である。ラスボスの手前でガブリエルに襲い掛かってくる。
マリー・ベルモンド - 井上喜久子 / ナターシャ・マケルホーン（英）
ガブリエルの幼馴染であり、妻。常に夫を支えていた。故人。
パン - 大塚明夫 / Aleksander Mikic（英）
湖の番人と呼ばれる野生の森に棲んでいる古代の精霊。死者の魂が集う忘却の湖を護っており、マリーの声を伝えるために教団に護符を残す。鷲や馬に姿を変えてガブリエルの行くべき道を指し示す。
クローディア - 小林ゆう / エマ・ファーガソン（英）
ライカン族に滅ぼされたアガルタの街の最期の生き残りであり、彼女の父親が作った黒騎士・ゴーレムに守られていて、特殊な方法で声を発する。
コーネル・スタベル - 銀河万丈 / リチャード・ライディングス（英）
かつての教団創設者の一人で、現在はライカン族を束ねる王にして、ロード・オブ・シャドウの一人である「ライカン・ロード」。
オーロックス／ブローナー - 山口太郎
ヴァンパイア軍団長。彼らがどのように現世に現れたのかは一切不明。
大修道院長ビンセント・ドーリン - 龍田直樹 / エイドリアン・シラー（英）
ローラ - 菊地由美 / Grace Vance（英）
カーミラを母様と呼ぶヴァンパイアの少女。遊び半分でガブリエルにチェスの勝負を申し込む。
ババ・ヤーガ - 小林ゆう/ Eve Karpf（英）
歪な装飾で着飾った魔女。ガブリエルに冥界への道を教える事を条件に、ガブリエルを小さくして、自前のオルゴール内にある一時的に美女に変身できる青いバラの採集を依頼する。冥界に続く道を知ると言うが、その心根は邪悪そのものである。ババ・ヤーガはガブリエルが冥界へ発った後、ゾベックの手により最期を迎えた。
カーミラ・クロンクヴィスト - 桑島法子 / Sally Knyvette（英）
かつての教団創設者の一人で、現在はヴァンパイア族を束ねる女王にして、ロード・オブ・シャドウの一人である「ヴァンパイア・ロード」。
ネクロマンサー - 大塚芳忠
ネクロマンサー・ロードが支配する区域「冥界」でガブリエルを待ち構えている。闇の力で使者を操る、邪悪な黒魔術師であり、あらゆる死者を操る事ができる。直接の戦闘は行わず、有史以前のドラゴンの化石に魔力のルーンを用いて、悪霊を取り憑かせドラコリッチとして蘇生させる。
謎の存在（サタン） - 杉田智和 / ジェイソン・アイザックス（英）
ある人物に策謀と助力を与え、全て裏から糸を引いていた真の黒幕。かつては天界に住む天使だったが、純粋な力による人間の支配を説いたため、天界から追放され堕天使となった。以来神に対して憎悪と棄てられた恨みを抱き続け、再び天界に戻り神を打倒するべく、ロード・オブ・シャドウらを操り、人間界で神の力を超える唯一の術「神の仮面」を手に入れようとした。
チュパカブラ - 小島秀夫 / ジェイソン・サンプソン（英）
ガブリエルの持つ古代の遺物を盗む関西弁の魔物。彼を懲らしめる事で古代の遺物を返してもらえるが、一瞬で別の場所に移動するため一筋縄ではいかない。実は妖精に興味がある。
忘れ去られし者 - コリン・マクファーレン（英）海外版DLCのみで登場
ベルンハルトが召喚し創設者達が封印した悪魔。長年、創設者が創造した空間の奥へと封印されていた恨みを晴らすべく世界を滅ぼそうと目論む。ロード・オブ・シャドウを倒した事によって創設者達による封印が弱まり、ローラはガブリエルに助けを求める。罪を悔い改め、やり直す為にガブリエルは今一度世界を守るためローラと共に立ち上がる。自らの力の一部を使い、外へと繋がる扉を開いている間に戦闘が始まる。一度の戦いで倒す事は出来ず、彼とは二度戦う事になる。巨体に似合わず身軽で素早く、巨大な剣や鎖付きのモーニングスターを操り、投石や光線などでガブリエルを翻弄する。
なお、日本語吹き替えの声優は全て『メタルギアソリッドシリーズ』での声の出演者で構成されている。

## サウンドトラックCD
001.Besieged Village
002.The Warg
003.Hunting Path
004.The Dead Bog
005.The Swamp Troll
006.The Ice Titan
007.Labyrinth Entrance
008.Waterfalls of Agharta
009.Agharta
010.Cornell
011.Maze Gardens
012.Castle Hall
013.The Evil Butcher
014.Laura's Mercy
015.Carmilla
016.The God Mask
017.Belmont's Theme
018.The Last Battle (Final Confrontation)
019.The End
020.Love Lost (The Last Battle)
初回限定版に同梱されていたサウンドトラックCD。()の曲名はCD読み込み時の物で説明書の記載と異なる。作曲はOscar Araujo、編曲はDavid Hernando。なお、これが本作の全曲ではなく、収録されていない曲もある。海外では単品での販売がされているが、足りない曲はiTunesから購入する形式になっている。

## 主なスタッフ
- プロデューサー: Dave cox
- ディレクター＆ライター: Enric alvarez、Jose luis marquez
- ミュージック: Oscar araujo
- キャラクターデザイン & イラストレーション: Jose luis vaello
- リードプログラマー: Jose dario halle

## 関連商品
攻略本
- 「キャッスルヴァニア ロード オブ シャドウ 公式コンプリートガイド」

エンターブレイン発行。2011年1月17日発売、1890円。271ページ。
その他、海外では関連グッズ等が複数発売されている。